# Lormont
Lormont (gaskonsko Larmont) je severovzhodno predmestje Bordeauxa in občina v jugozahodnem francoskem departmaju Gironde regije Nove Akvitanije. Leta 2009 je naselje imelo 19.955 prebivalcev.

## Geografija
Naselje leži v pokrajini Gaskonji na desnem bregu reke Garone, 6km severovzhodno od središča Bordeauxa.

## Uprava
Lormont je sedež istoimenskega kantona, v katerega so poleg njegove vključene še občine Ambès, Bassens in Saint-Louis-de-Montferrand z 32.556 prebivalci.
Kanton Lormont je sestavni del okrožja Bordeaux.

## Zanimivosti
- Château de Lormont, prvotno trdnjava poitierskega grofa Viljema VIII. iz 11. stoletja, obnovljen v 20. stoletju; v njem je bil nastanjen Edvard I. Plantagenet, imenovan Črni Princ, na gradu naj bi bil rojen njegov sin, bodoči angleški kralj Rihard II. (1367-1400)[2].
- cerkev sv. Martina iz konca 13. stoletja, obnovljena po koncu stoletne vojne,
- cerkev sv. Duha,
- kapela - eremitaž sv. Katarine,
- neogotski dvorec château du Bois Fleuri iz 19. stoletja,
- viseči most Pont d'Aquitaine dolžine 1.767 metrov in višine 58 metrov, zgrajen v letih 1960-67.

## Pobratena mesta
- Castelldefels (Katalonija, Španija);